# Zegartowice (Imielno)
Zegartowice ist eine Ortschaft mit einem Schulzenamt der Landgemeinde Imielno im Powiat Jędrzejowski der Woiwodschaft Heiligkreuz in Polen.

## Geschichte
1355 wurde der Ort als Zygarthowycze erwähnt, 1629 auch Zegartowa Wola, wo Wola eine steuerfreie Neusiedlung bezeichnet. Der patronymische Ortsname (Suffix -(ow)ice) ist vom Personennamen Zygart (≤ deutsch Sigihard, Sieg(h)art; z. B. als Zigart, 1398, Sygehardo de Prsechod, 1312 erwähnt) abgeleitet.
Der Ort gehörte administrativ zum Kreis Książ in der Woiwodschaft Krakau.
In der Dritten Teilung Polens wurde Zegartowice 1795 mit Westgalizien an das Königreich Galizien und Lodomerien des habsburgischen Kaiserreichs angeschlossen. 1809 kam es ins Herzogtum Warschau und 1815 ins neu entstandene russisch beherrschte Kongresspolen. 1827 gab es dort 26 Häuser mit 169 Einwohnern.
Nach dem Ende des Ersten Weltkriegs kam Zegartowice zu Polen. Im Zweiten Weltkrieg gehörte es zum Distrikt Radom im Generalgouvernement. Von 1975 bis 1998 gehörte Zegartowice zur Woiwodschaft Kielce.